# 부정청탁 및 금품등 수수의 금지에 관한 법률
부정청탁 및 금품 등 수수의 금지에 관한 법률(不正請託및金品等授受의禁止에關한法律), 약칭 청탁금지법(請託禁止法)은 대한민국에서 부정부패를 방지하기 위해 국민권익위원장이던 김영란의 제안으로 만들어진 법률로, 제안자의 이름을 따서 흔히 '김영란법'(金英蘭法)이라는 별칭으로 불린다. 공무원이나 공공기관 임직원, 학교 교직원 등이 일정 규모 이상의 (식사대접 3만원, 선물 5만원, 경조사비 10만원)상당의 금품을 받으면 직무 관련성이 없더라도 처벌하는 것을 골자로 하고 있다.
김영란이 2012년에 제안한 후 2년 반이라는 오랜 논의를 거쳐 2015년 1월 8일 국회 정무위원회를 통과하였으며 같은 해 3월 3일에 국회 본회의를 재석 의원 247명 중 찬성 228명(찬성률 92.3%), 반대 4명, 기권 15명으로 통과하여 1년 6개월의 유예기간을 거친 후 2016년 9월 28일 시행되었다.

## 개정 논란
김영란이 제안한 원안대로 '이해충돌' 부분을 포함시켜야 한다는 주장과 법을 축소해야 한다는 주장이 있다. 김영란 국민권익위원회 위원장이 제안한 제목은 '부정청탁금지 및 공직자의 이해충돌방지법'이었고, 정부에서 국무회의를 거쳐 발의 하면서 일부 내용이 수정된 채 제목에 띄어쓰기를 하여 '부정청탁 금지 및 공직자의 이해충돌 방지법'으로 바뀌었다. 2015년 초 국회 논의과정에서 '이해충돌' 부분이 빠지는 등 수정이 되었다.
김영란은 '김영란법' 통과 이후 언론 인터뷰에서 이해충돌방지 삭제, 가족 범위 축소, 국회의원 제외 등 처벌 대상이 축소된 것을 비판했다. 김영란이 제안한 원안과 달리 국회 논의 과정에서 민간인인 언론인과 사립학교 교원에 대한 내용이 추가되었다. 이에 대해 위헌 논란이 있다. 대한변호사협회는 언론인 조항 등 김영란법의 일부 조항이 위헌이라며 헌법소원을 청구했다. 김영란은 언론인 포함 논란에 대해 '위헌이라고 생각하지 않는다'라고 답했다.
2016년 7월 28일헌법재판소에서 합헌 결정이 났다.
더불어민주당은 2016년 8월 1일 원내대책회의에서 식사 상한을 5만 원, 선물 상한을 10만 원으로 인상할 것을 박근혜 대통령에게 제안했다. 박정 의원은 “‘김영란법’ 시행 후 농어민과 소상공인에 피해가 있다면, 신속히 대책을 세워야 한다”고 주장했다.

### 내수 부진 논란
2016년 5월 9일 국민권익위원회가 '부정청탁 및 금품 등 수수의 금지에 관한 법률'의 시행령을 발표하자 각종 매체들은‘불황 직격탄,‘농축산업 타격,‘유탄맞은 백화점 마트’ 등 부정적인 기사들을 쏟아 냈다. 하지만, 현대경제연구원의 용역보고서에 따르면, 기존선물 수요의 1% 정도 줄어들 것으로 예측됐고, 법의 시행으로 인해 부패지수가 1% 개선될 경우 1인당 명목 GDP는 약 0.029% 상승하며, OECD 국가 평균 수준으로 부패지수가 개선된다면 경제성장률은 0.65%포인트가량 상승하는 것으로 나타났다.

## 역사
- 2012년 8월 22일 : 국민권익위원회 입법 예고[10]
- 2013년 5월 24일 : 김영주 의원 등 13인이 김영란 국민권익위원회 위원장이 당초에 발표한 내용을 발의[11]
- 2013년 5월 28일 : 이상민 의원 등 10인이 부정청탁금지 및 공직자의 이해충돌방지법안을 발의[12]
- 2013년 7월 30일 : 국무회의 통과[13]
- 2013년 8월 5일 : 정부 발의, 국회 접수[14]
- 2015년 1월 8일 : 국회 정무위원회 법안소위 통과[15]
- 2015년 1월 12일 : 국회 정무위원회 통과
- 2015년 3월 3일 : 국회 본회의 통과[16]
- 2015년 3월 13일 : 정부 이송[17]
- 2015년 3월 24일 : 국무회의 통과[18]
- 2015년 3월 27일 : 박근혜 대통령 공포. 제정
- 2016년 5월 9일 : 입법 예고[19]
- 2016년 9월 28일: 시행

## 같이 보기
- 김영란
- 뇌물죄